# Saligia
Saligia ist ein im Mittelalter entstandenes Akronym, zusammengesetzt aus den Anfangsbuchstaben der lateinischen Bezeichnung für die sieben Hauptlaster:
- Superbia: Hochmut (Übermut, Hoffart, Eitelkeit, Stolz)
- Avaritia: Geiz (Habgier, Habsucht)
- Luxuria: Wollust (Unkeuschheit)
- Ira: Zorn (Wut, Vergeltung, Rachsucht)
- Gula: Völlerei (Gefräßigkeit, Unmäßigkeit, Maßlosigkeit, Selbstsucht)
- Invidia: Neid (Missgunst, Eifersucht)
- Acedia: Trägheit des Herzens / des Geistes (Überdruss)

Die sieben Anfangsbuchstaben ergeben die SALIGIA.

## Saligia in der Kunst

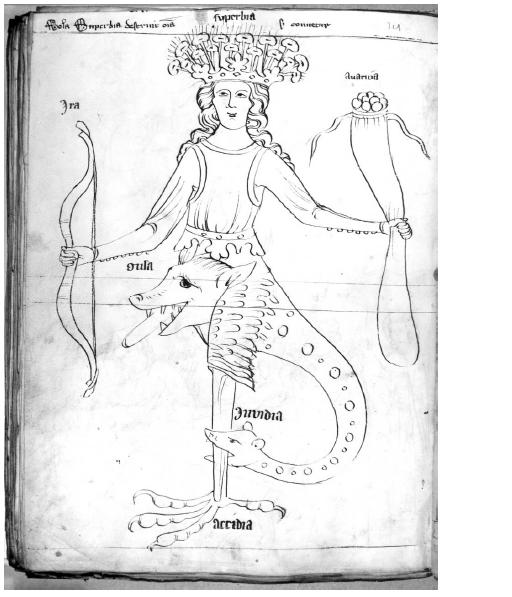
Federzeichnung der Saligia im Krumauer Bildercodex (um 1370)

Seit dem Mittelalter an war das Thema Laster ein Darstellungsgegenstand in der Kunst. Ein frühes Motiv der Saligia findet sich im Krumauer Bildercodex von 1370 (Codex 370, fol. 155).